# Typhlarmadillidium ruffoi
Typhlarmadillidium ruffoi är en kräftdjursart som beskrevs av Franco Ferrara och Stefano Taiti 1996B. Typhlarmadillidium ruffoi ingår i släktet Typhlarmadillidium och familjen klotgråsuggor. Inga underarter finns listade i Catalogue of Life.